# نهر منستير
نهر مُنَستِير (بالإسبانية: Río Monachil)‏ نهر يقع في مقاطعة غرناطة بإسبانيا وهو أحد روافد شنيل. يتلقى النهر اسمه من بلدية المنستير التي يمر بها النهر. يبلغ طول مسار النهر حوالي 26.5 كيلومترًا ، ويولد في قمة فِليتة ، على ارتفاع 2640 مترًا. يتميز نهر منستير بغلبة الأراضي العشبية وبدون أشجار فوق ارتفاعه 750 مترًا.